# Andrzej Sołtan-Pereświat
Andrzej Sołtan-Pereświat (* 30. November 1906 in Kiew, Russisches Kaiserreich; † 4. September 1939 in Nieszawa) war ein polnischer Ruderer.

## Karriere
Andrzej Sołtan-Pereświat wurde 1927 mit dem Achter des AZS Warszawa polnischer Meister und gewann bei den Europameisterschaften in Como die Bronzemedaille. Bei den Olympischen Spielen 1928 in Amsterdam gehörte Sołtan-Pereświat zur polnischen Besatzung, die in der Achter-Regatta im Viertelfinale ausschied. 
Andrzej Sołtan-Pereświat starb im Zweiten Weltkrieg am 4. September 1939 bei einem Bombenangriff auf einen Zug. 